# Museum Murtal

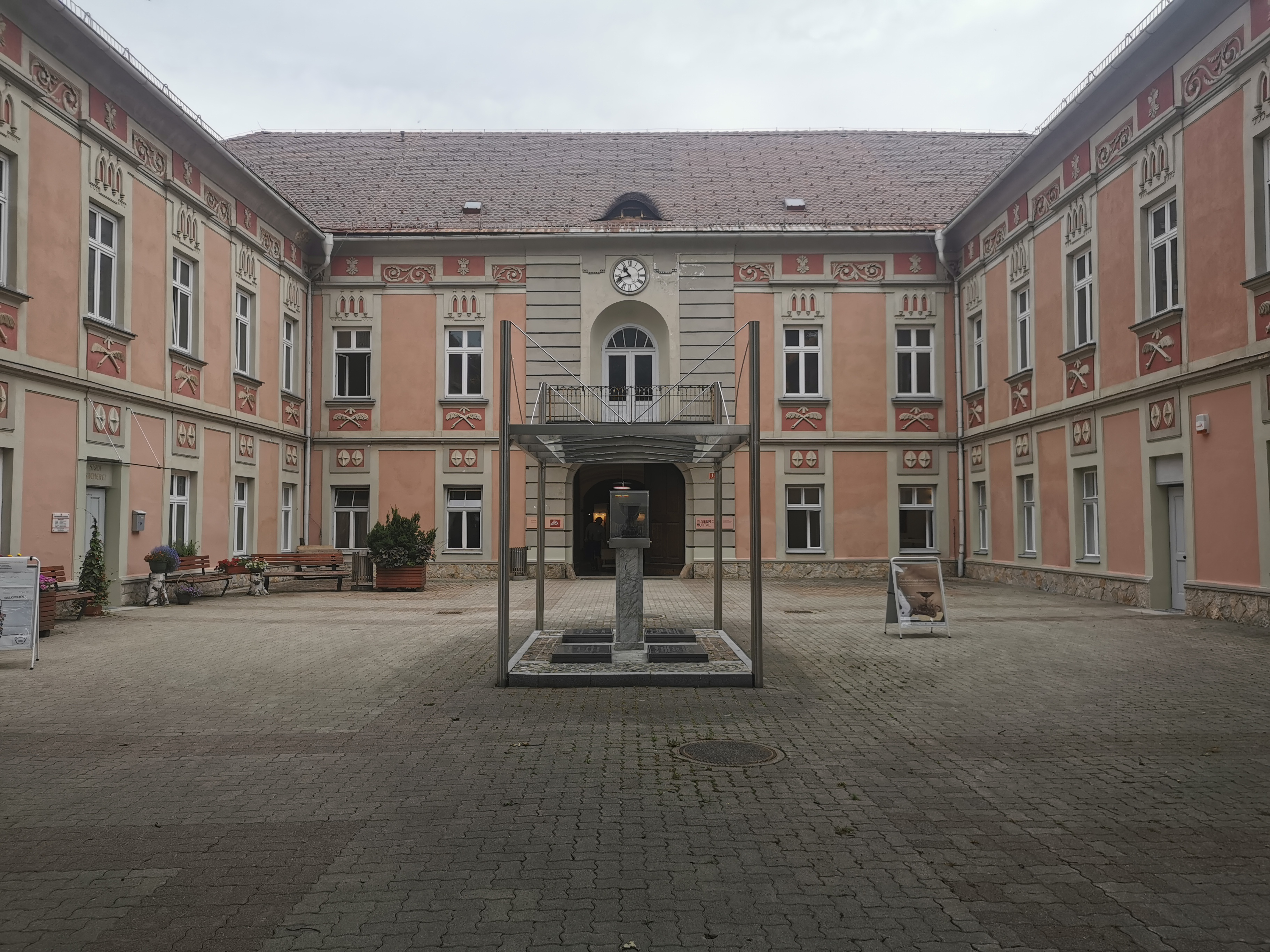
Vorhof des ehemaligen Franziskanerklosters. Das Museum befindet sich im rechten Flügel

Das Museum Murtal ist ein Museum in der steirischen Gemeinde Judenburg im Bezirk Murtal. Das 2019 eröffnete Museum widmet sich der Präsentation der Funde aus den archäologischen Grabungen in der vor allem hallstattzeitlichen Siedlung am Falkenberg sowie aus den dazugehörigen Hügelgräbern im Aichfeld.

## Geschichte des Ortes und des Museums
Oberhalb des Aichfeldes, nahe der Stadt Judenburg, erhebt sich ein Falkenberg genannter Höhenzug, auf welchem zwischen dem achten und dem fünften Jahrhundert v. Chr. ca. 3.000 bis 4.000 Menschen lebten. Zu den wirtschaftlichen Grundlagen dieser Siedlung gehörten lokale Eisenvorkommen, aber auch der Handel. Die Siedlung lag an überregional wichtigen Verbindungen durch die Alpen. Neben einer Ost-West-Verbindung mit mehreren Übergängen nach Süden, ist vor allem der Weg Richtung Norden ins namensgebende Hallstatt bedeutend. Von dort wurde Salz in weite Teile Europas verhandelt. Große Grabhügel („Fürstengräber“) bezeugen den Wohlstand der Oberschicht jener Siedlung. Beim Planieren eines dieser Grabhügel (der ursprünglich wohl 35 Meter durchmessende Hügel störte die Landwirtschaft) wurde 1851 der berühmte Kultwagen von Strettweg gefunden.
Während die Existenz der Grabhügel seit jeher bekannt war, wurde die Siedlung am Falkenberg erst 2004 entdeckt. 2011 gründete sich der Arbeitskreis Falkenberg als lokale Initiative zur Erforschung der Region. Nach umfangreichen geophysikalischen Untersuchungen führte das Archäologenteam des Instituts für südostalpine Bronze- und Eisenzeitforschung ISBE in den 2010er-Jahren mehrere Grabungskampagnen durch, welche die Bedeutung der Siedlung erkennbar machten. Auch zu den zerstörten Grabhügeln konnten noch bedeutende Befunde erbracht werden, die zu einer Revision des teilweise noch aus dem 19. Jahrhundert stammenden Forschungsstandes führten.
Infolge dieser Forschungen entstand Bedarf nach einer adäquaten Präsentation der Erkenntnisse vor Ort. Durch Initiative des Arbeitskreises Falkenberg konnte ab 2017 ein Flügel des ehemaligen Franziskaner- bzw. Minoritenklosters in Judenburg als Museum adaptiert werden. Das Projekt wurde mit 750.000 Euro von EU (im Rahmen eines LEADER-Projekts), Bund und Land finanziert und von der Stadt Judenburg und privaten Sponsoren unterstützt. Etwa 200.000 Euro stammten aus Eigenmitteln. Am 9. November 2019 konnte das Museum schließlich eröffnet werden.
Nordwestlich des Falkenberg, im Pölstal, beforschen der Verein Archäologie Pölstal sowie die Arbeitsgemeinschaft für Geschichte und Archäologie (AGGA) ein im Jahr 2024 entdecktes Hügelgräberfeld, das in drei Linien angeordnet ist. Diese Forschungen und ihre Träger sind bislang nicht Teil des Museums.

## Ausstellungskonzept
Auf rund 500 Quadratmetern Fläche beherbergt das Museum Murtal fünf große Ausstellungsräume, einen Veranstaltungsraum, Bibliothek, Museumsshop, Büro und Depot. Für Sonderausstellungen stehen weitere 120 Quadratmeter zur Verfügung. In die Ausstellung miteinbezogen ist der Vorplatz des Hauses, auf dem eine Kopie des Kultwagens von Strettweg präsentiert wird (das Original befindet sich im Archäologiemuseum des Universalmuseums Joanneum in Graz). In der Dauerausstellung wandert der Besucher über einen Rad der Zeit genannten Korridor in der Geschichte zurück und gelangt zu einem Raum mit einer begehbaren Landkarte, welche die kulturellen und ökonomischen Verbindungen der hallstattzeitlichen Siedlung darstellt. Der folgende Raum erklärt die archäologischen Forschungsmethoden. Die anschließenden Räume sind vor allem den Funden aus zwei der „Fürstengräber“ (dem sogenannten Kultwagengrab und dem Helmgrab) gewidmet.

Einblick ins Museum
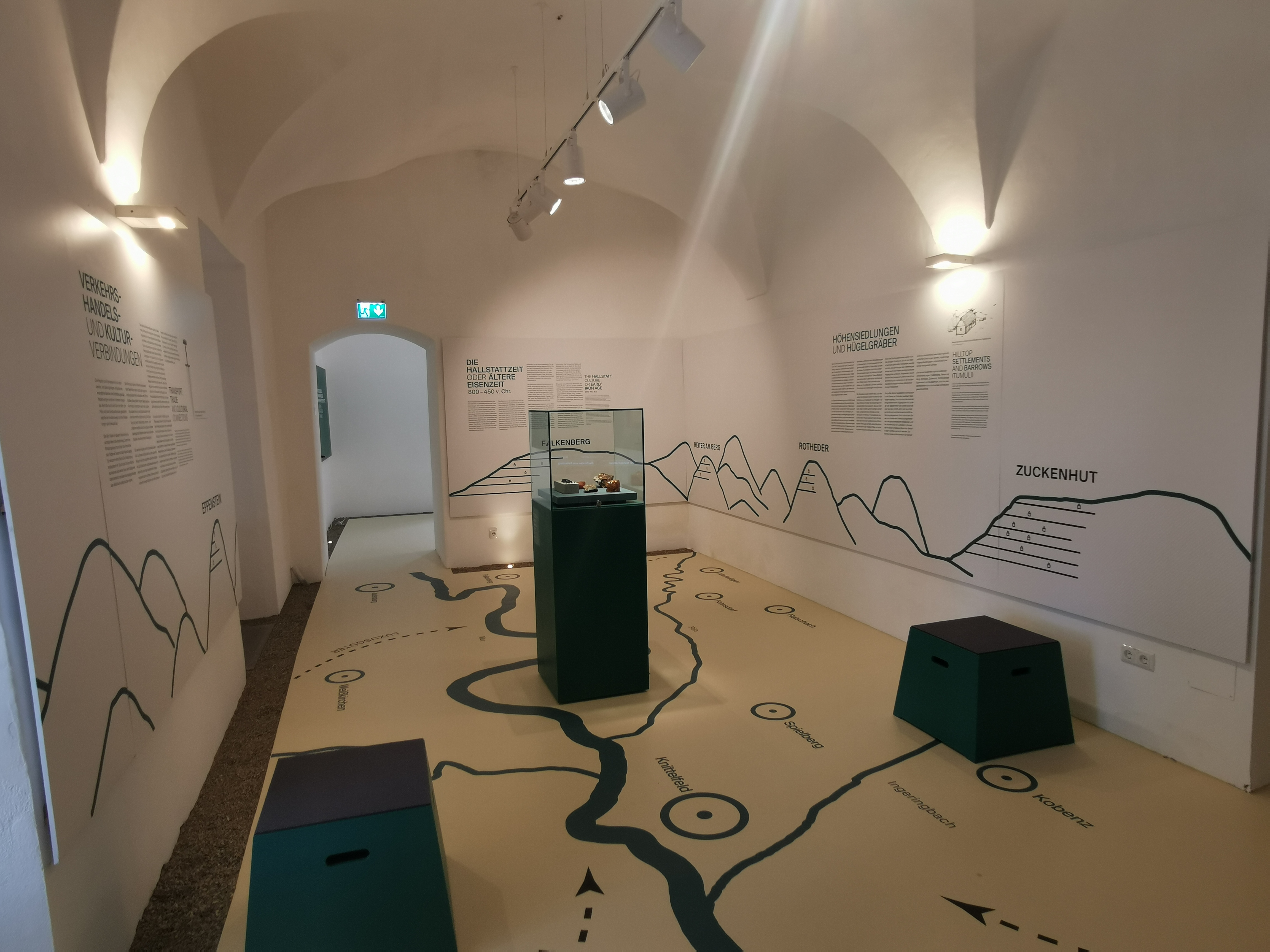
Begehbare Landkarte
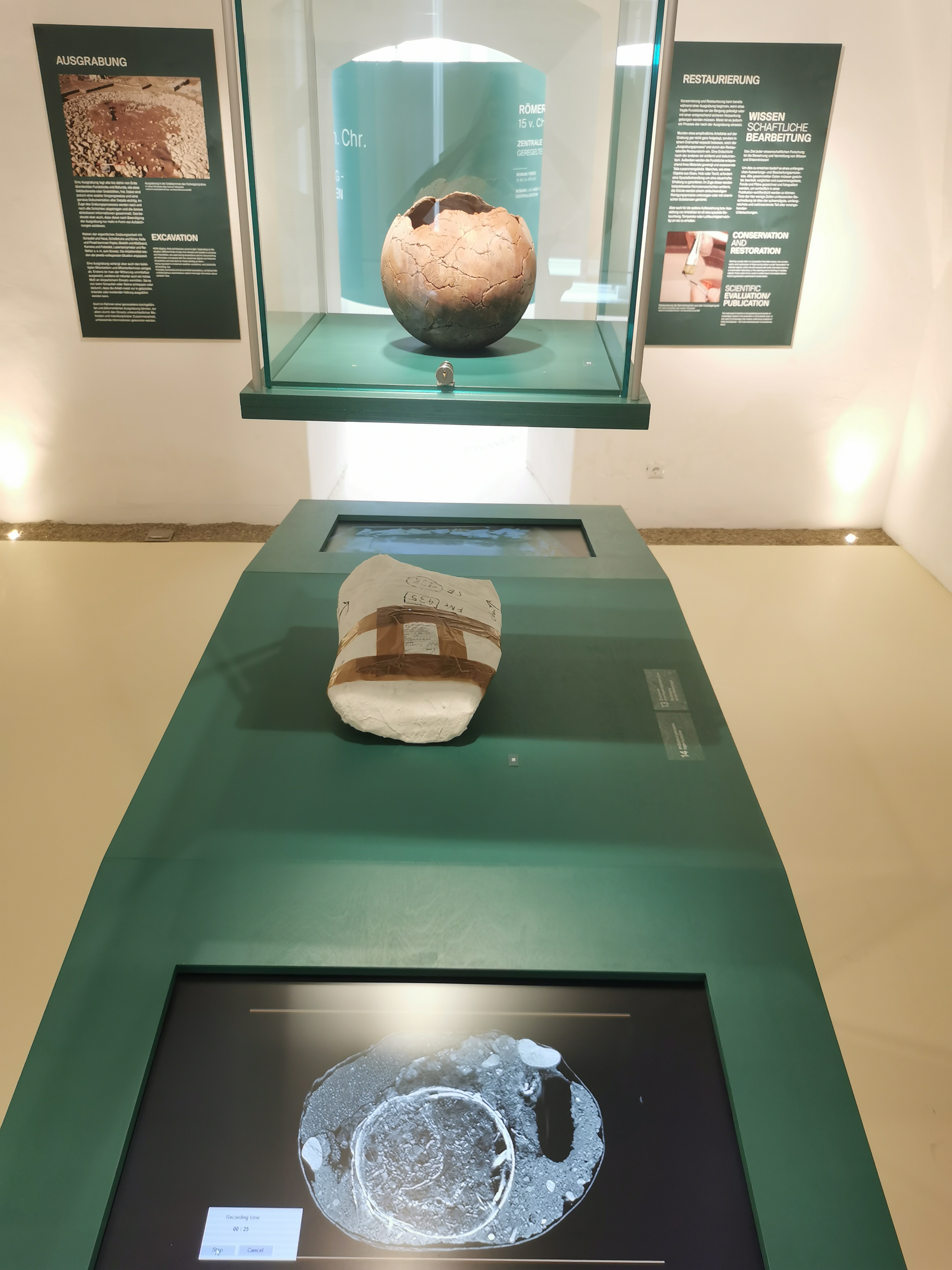
Erklärung archäologischer Arbeitsmethoden (Blockbergung)
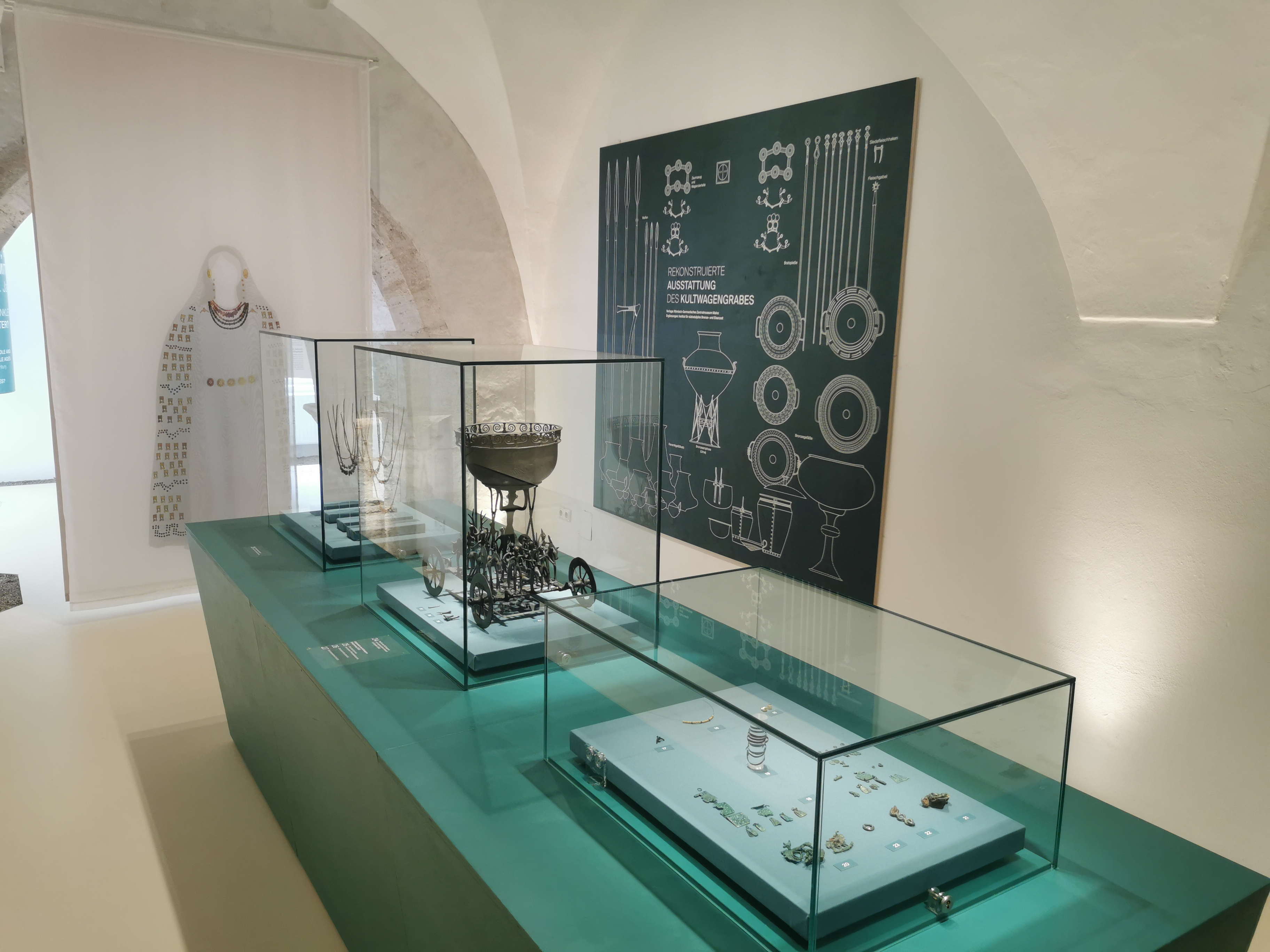
Teil des Inventars des Kultwagengrabes
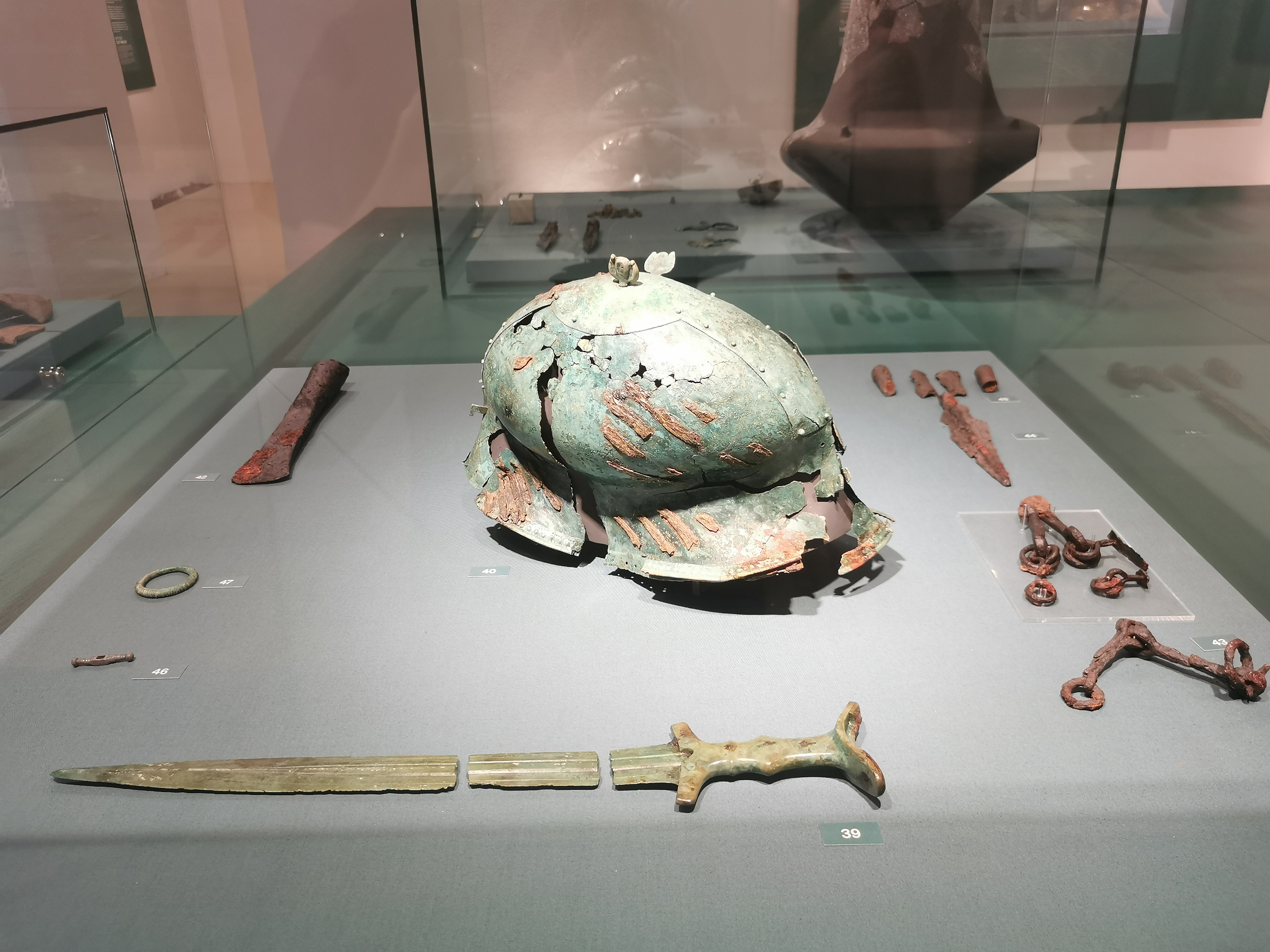
Der namensgebende Helm des Helmgrabes
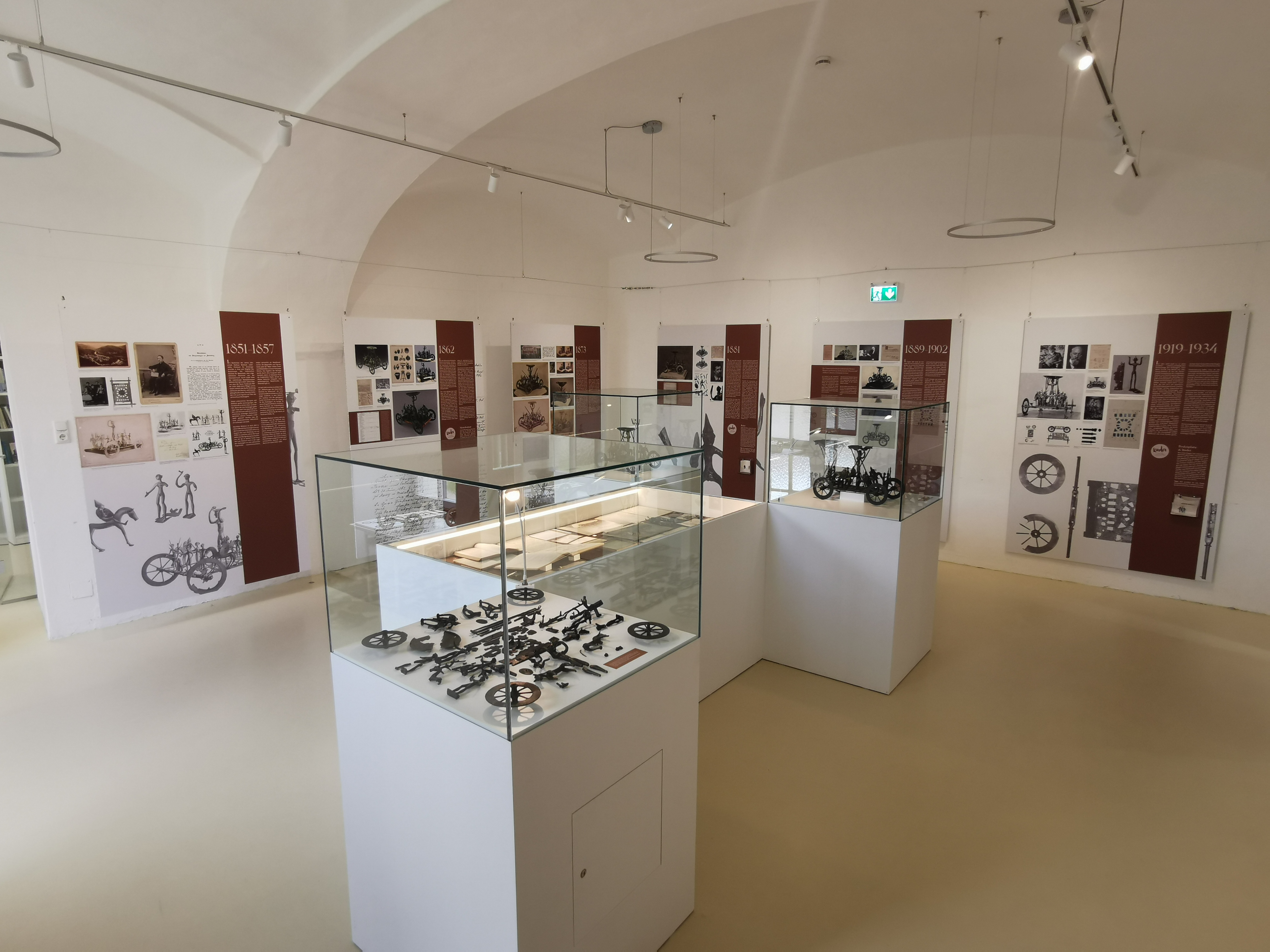
Sonderausstellung zur Erforschung des Kultwagens
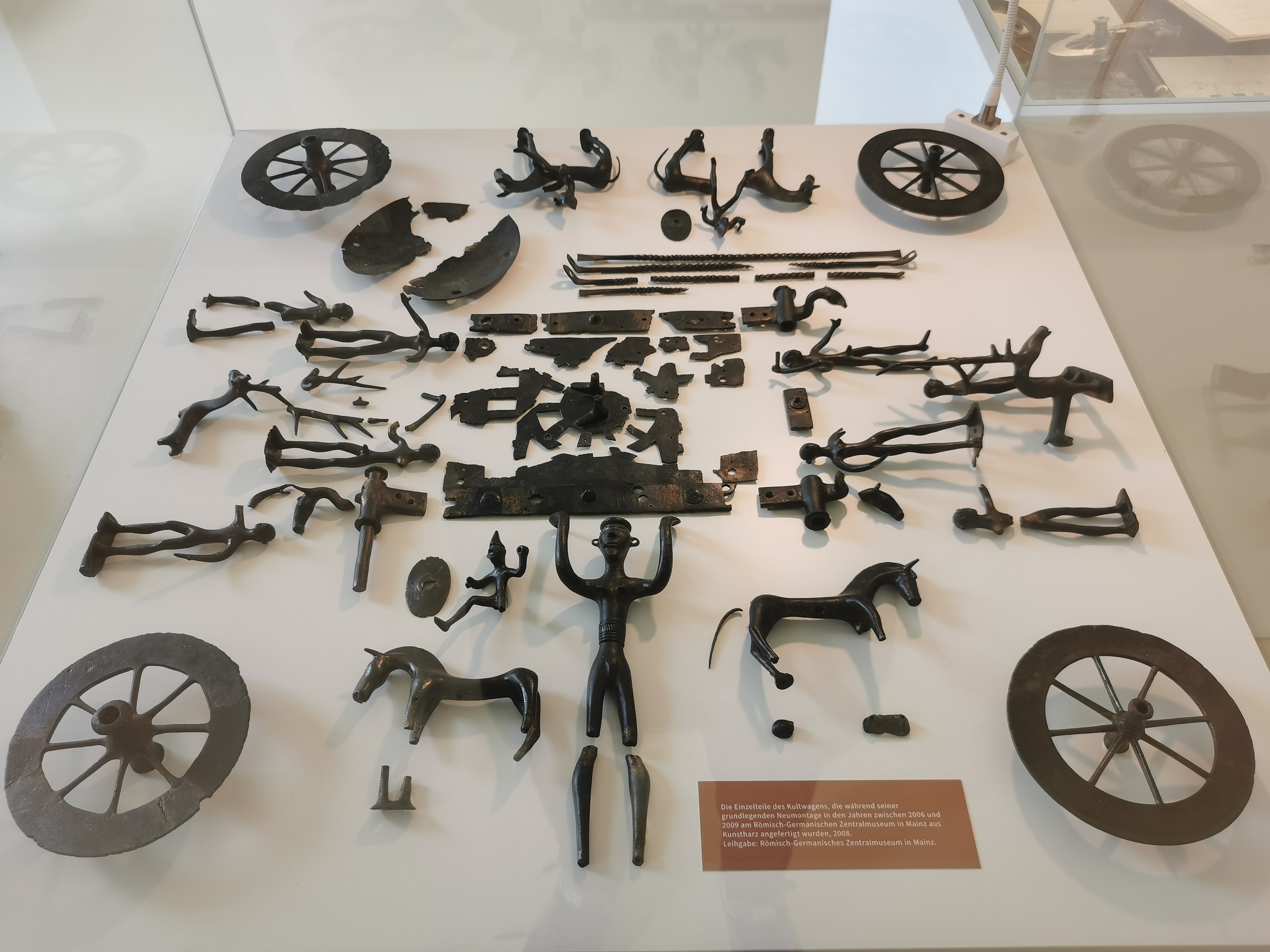
Einzelteiles des Kultwagens (Repliken)